# Collegio di Enfield North
Enfield North è un collegio elettorale situato nella Grande Londra, e rappresentato alla Camera dei comuni del Parlamento del Regno Unito. Elegge un membro del parlamento con il sistema first-past-the-post, ossia maggioritario a turno unico; l'attuale parlamentare è Feryal Clark, eletta con il Partito Laburista nel 2019.

## Estensione

Enfield North dal 2010 al 2024

- 1974-1983: i ward del borgo londinese di Enfield di Bullsmoor, Bush Hill, Cambridge Road, Chase, Enfield Wash, Green Street, Ordnance, Ponders End, Town e Willow.
- 1983-2010: i ward del borgo londinese di Enfield di Bullsmoor, Chase, Enfield Lock, Enfield Wash, Green Street, Hoe Lane, Ponders End, Southbury, Town, Willow e Worcesters.
- 2010-2024: i ward del borgo londinese di Enfield di Chase, Enfield Highway, Enfield Lock, Highlands, Southbury, Town e Turkey Street.
- dal 2024: i ward del borgo londinese di Enfield di Brimsdown, Bullsmoor, Carterhatch, Enfield Lock, Ponders End, Ridgeway, Southbury, Town e Whitewebbs.[1]

Il collegio si trova nella parte settentrionale del borgo londinese di Enfield, e si estende da Enfield Chase ad ovest fino al King George V Reservoir ad est, incorporando Brimsdown, Enfield Lock e l'ingresso della Motorway M25 al confine con il borgo londinese di Broxbourne a nord.

## Membri del parlamento
| Elezione | Elezione | Deputato     | Partito      |
| -------- | -------- | ------------ | ------------ |
|          | Feb 1974 | Bryan Davies | Laburista    |
|          | 1979     | Tim Eggar    | Conservatore |
|          | 1997     | Joan Ryan    | Laburista    |
|          | 2010     | Nick de Bois | Conservatore |
|          | 2015     | Joan Ryan    | Laburista    |
|          | 2019     | Joan Ryan    | Change UK    |
|          | 2019     | Feryal Clark | Laburista    |

## Elezioni

### Elezioni negli anni 2020
| Partito                    | Partito                                | Candidato                  | Risultati 4 luglio 2024 | Risultati 4 luglio 2024 |
| Partito                    | Partito                                | Candidato                  | Voti                    | %                       |
| -------------------------- | -------------------------------------- | -------------------------- | ----------------------- | ----------------------- |
|                            | Laburista                              | Feryal Clark               | 21 368                  | 49,13                   |
|                            | Conservatore                           | Chris Dey                  | 8 632                   | 19,85                   |
|                            | Reform UK                              | Stephen Bird               | 5 146                   | 11,83                   |
|                            | Verdi                                  | Isobel Whittaker           | 3 713                   | 8,54                    |
|                            | Lib Dem                                | Guy Russo                  | 2 517                   | 5,79                    |
|                            | Indipendente                           | Ertan Karpazli             | 1 447                   | 3,33                    |
|                            | Workers                                | Aishat Anifowoshe          | 668                     | 1,54                    |
|                            |                                        |                            |                         |                         |
| Iscritti                   | Iscritti                               | Iscritti                   | 78 770                  | 100,00                  |
| ↳ Votanti (% su iscritti)  | ↳ Votanti (% su iscritti)              | ↳ Votanti (% su iscritti)  | 43 492                  | 55,21                   |
| ↳ Astenuti (% su iscritti) | ↳ Astenuti (% su iscritti)             | ↳ Astenuti (% su iscritti) | 35 278                  | 44,79                   |
|                            |                                        |                            |                         |                         |
|                            | Esito: collegio confermato a Laburista |                            |                         |                         |

### Elezioni negli anni 2010
| Partito                    | Partito                                | Candidato                  | Risultati 12 dicembre 2019 | Risultati 12 dicembre 2019 |
| Partito                    | Partito                                | Candidato                  | Voti                       | %                          |
| -------------------------- | -------------------------------------- | -------------------------- | -------------------------- | -------------------------- |
|                            | Laburista                              | Feryal Clark               | 23 340                     | 51,81                      |
|                            | Conservatore                           | Joanne Laban               | 16 848                     | 37,40                      |
|                            | Lib Dem                                | Guy Russo                  | 2 950                      | 6,55                       |
|                            | Verdi                                  | Isobel Whittaker           | 1 115                      | 2,48                       |
|                            | Brexit                                 | Ike Ijeh                   | 797                        | 1,77                       |
|                            |                                        |                            |                            |                            |
| Iscritti                   | Iscritti                               | Iscritti                   | 68 066                     | 100,00                     |
| ↳ Votanti (% su iscritti)  | ↳ Votanti (% su iscritti)              | ↳ Votanti (% su iscritti)  | 45 050                     | 66,19                      |
| ↳ Astenuti (% su iscritti) | ↳ Astenuti (% su iscritti)             | ↳ Astenuti (% su iscritti) | 23 016                     | 33,81                      |
|                            |                                        |                            |                            |                            |
|                            | Esito: collegio confermato a Laburista |                            |                            |                            |

| Partito                    | Partito                                | Candidato                  | Risultati 8 giugno 2017 | Risultati 8 giugno 2017 |
| Partito                    | Partito                                | Candidato                  | Voti                    | %                       |
| -------------------------- | -------------------------------------- | -------------------------- | ----------------------- | ----------------------- |
|                            | Laburista                              | Joan Ryan                  | 28 177                  | 58,02                   |
|                            | Conservatore                           | Nick de Bois               | 17 930                  | 36,92                   |
|                            | Lib Dem                                | Nicholas da Costa          | 1 036                   | 2,13                    |
|                            | UKIP                                   | Deborah Cairns             | 848                     | 1,75                    |
|                            | Verdi                                  | Bill Linton                | 574                     | 1,18                    |
|                            |                                        |                            |                         |                         |
| Iscritti                   | Iscritti                               | Iscritti                   | 68 076                  | 100,00                  |
| ↳ Votanti (% su iscritti)  | ↳ Votanti (% su iscritti)              | ↳ Votanti (% su iscritti)  | 48 565                  | 71,34                   |
| ↳ Astenuti (% su iscritti) | ↳ Astenuti (% su iscritti)             | ↳ Astenuti (% su iscritti) | 19 511                  | 28,66                   |
|                            |                                        |                            |                         |                         |
|                            | Esito: collegio confermato a Laburista |                            |                         |                         |

| Partito                    | Partito                                           | Candidato                  | Risultati 7 maggio 2015 | Risultati 7 maggio 2015 |
| Partito                    | Partito                                           | Candidato                  | Voti                    | %                       |
| -------------------------- | ------------------------------------------------- | -------------------------- | ----------------------- | ----------------------- |
|                            | Laburista                                         | Joan Ryan                  | 20 172                  | 43,72                   |
|                            | Conservatore                                      | Nick de Bois               | 19 086                  | 41,37                   |
|                            | UKIP                                              | Deborah Cairns             | 4 133                   | 8,96                    |
|                            | Verdi                                             | David Flint                | 1 303                   | 2,82                    |
|                            | Lib Dem                                           | Cara Jenkinson             | 1 059                   | 2,30                    |
|                            | Popoli Cristiani                                  | Yemi Awolola               | 207                     | 0,45                    |
|                            | TUSC                                              | Joe Simpson                | 177                     | 0,38                    |
|                            |                                                   |                            |                         |                         |
| Iscritti                   | Iscritti                                          | Iscritti                   | 68 118                  | 100,00                  |
| ↳ Votanti (% su iscritti)  | ↳ Votanti (% su iscritti)                         | ↳ Votanti (% su iscritti)  | 46 137                  | 67,73                   |
| ↳ Astenuti (% su iscritti) | ↳ Astenuti (% su iscritti)                        | ↳ Astenuti (% su iscritti) | 21 981                  | 32,27                   |
|                            |                                                   |                            |                         |                         |
|                            | Esito: collegio passa da Conservatore a Laburista |                            |                         |                         |

| Partito                    | Partito                                           | Candidato                  | Risultati 6 maggio 2010 | Risultati 6 maggio 2010 |
| Partito                    | Partito                                           | Candidato                  | Voti                    | %                       |
| -------------------------- | ------------------------------------------------- | -------------------------- | ----------------------- | ----------------------- |
|                            | Conservatore                                      | Nick de Bois               | 18 804                  | 42,30                   |
|                            | Laburista                                         | Joan Ryan                  | 17 112                  | 38,49                   |
|                            | Lib Dem                                           | Paul Smith                 | 5 403                   | 12,15                   |
|                            | BNP                                               | Tony Avery                 | 1 228                   | 2,76                    |
|                            | UKIP                                              | Madge Jones                | 938                     | 2,11                    |
|                            | Verdi                                             | Bill Linton                | 489                     | 1,10                    |
|                            | Cristiano                                         | Anthony Williams           | 161                     | 0,36                    |
|                            | Democratici                                       | Raquel Weald               | 131                     | 0,29                    |
|                            | Rivoluzionario dei Lavoratori                     | Anna Athow                 | 96                      | 0,22                    |
|                            | Indipendente                                      | Gonul Daniels              | 91                      | 0,20                    |
|                            |                                                   |                            |                         |                         |
| Iscritti                   | Iscritti                                          | Iscritti                   | 66 261                  | 100,00                  |
| ↳ Votanti (% su iscritti)  | ↳ Votanti (% su iscritti)                         | ↳ Votanti (% su iscritti)  | 44 453                  | 67,09                   |
| ↳ Astenuti (% su iscritti) | ↳ Astenuti (% su iscritti)                        | ↳ Astenuti (% su iscritti) | 21 808                  | 32,91                   |
|                            |                                                   |                            |                         |                         |
|                            | Esito: collegio passa da Laburista a Conservatore |                            |                         |                         |

### Elezioni negli anni 2000
| Partito                    | Partito                                | Candidato                  | Risultati 5 maggio 2005 | Risultati 5 maggio 2005 |
| Partito                    | Partito                                | Candidato                  | Voti                    | %                       |
| -------------------------- | -------------------------------------- | -------------------------- | ----------------------- | ----------------------- |
|                            | Laburista                              | Joan Ryan                  | 18 055                  | 44,31                   |
|                            | Conservatore                           | Nick de Bois               | 16 135                  | 39,60                   |
|                            | Lib Dem                                | Simon Radford              | 4 642                   | 11,39                   |
|                            | BNP                                    | Terence Farr               | 1 004                   | 2,46                    |
|                            | UKIP                                   | Gary Robbens               | 750                     | 1,84                    |
|                            | Indipendente                           | Patrick Burns              | 163                     | 0,40                    |
|                            |                                        |                            |                         |                         |
| Iscritti                   | Iscritti                               | Iscritti                   | 63 720                  | 100,00                  |
| ↳ Votanti (% su iscritti)  | ↳ Votanti (% su iscritti)              | ↳ Votanti (% su iscritti)  | 40 749                  | 63,95                   |
| ↳ Astenuti (% su iscritti) | ↳ Astenuti (% su iscritti)             | ↳ Astenuti (% su iscritti) | 22 971                  | 36,05                   |
|                            |                                        |                            |                         |                         |
|                            | Esito: collegio confermato a Laburista |                            |                         |                         |

| Partito                    | Partito                                | Candidato                  | Risultati 7 giugno 2001 | Risultati 7 giugno 2001 |
| Partito                    | Partito                                | Candidato                  | Voti                    | %                       |
| -------------------------- | -------------------------------------- | -------------------------- | ----------------------- | ----------------------- |
|                            | Laburista                              | Joan Ryan                  | 17 888                  | 46,68                   |
|                            | Conservatore                           | Nick de Bois               | 15 597                  | 40,70                   |
|                            | Lib Dem                                | Hilary Leighter            | 3 355                   | 8,75                    |
|                            | BNP                                    | Ray Johns                  | 605                     | 1,58                    |
|                            | UKIP                                   | Brian Hall                 | 427                     | 1,11                    |
|                            | ProLife Alliance                       | Michael Akerman            | 241                     | 0,63                    |
|                            | Indipendente                           | Richard Course             | 210                     | 0,55                    |
|                            |                                        |                            |                         |                         |
| Iscritti                   | Iscritti                               | Iscritti                   | 67 204                  | 100,00                  |
| ↳ Votanti (% su iscritti)  | ↳ Votanti (% su iscritti)              | ↳ Votanti (% su iscritti)  | 38 323                  | 57,02                   |
| ↳ Astenuti (% su iscritti) | ↳ Astenuti (% su iscritti)             | ↳ Astenuti (% su iscritti) | 28 881                  | 42,98                   |
|                            |                                        |                            |                         |                         |
|                            | Esito: collegio confermato a Laburista |                            |                         |                         |

## Risultati dei referendum

### Referendum sulla permanenza del Regno Unito nell'Unione europea del 2016
|             | Collegio      | Lasciare UE % | Rimanere in UE % |
| ----------- | ------------- | ------------- | ---------------- |
|             | Enfield North | 49,2%         | 50,8%            |
|             | Inghilterra   | 53,3%         | 46,7%            |
| Regno Unito | 51,9%         | 48,1%         |                  |